# São João de Rei
São João de Rei is een plaats (freguesia) in de Portugese gemeente Póvoa de Lanhoso en telt 435 inwoners (2001).

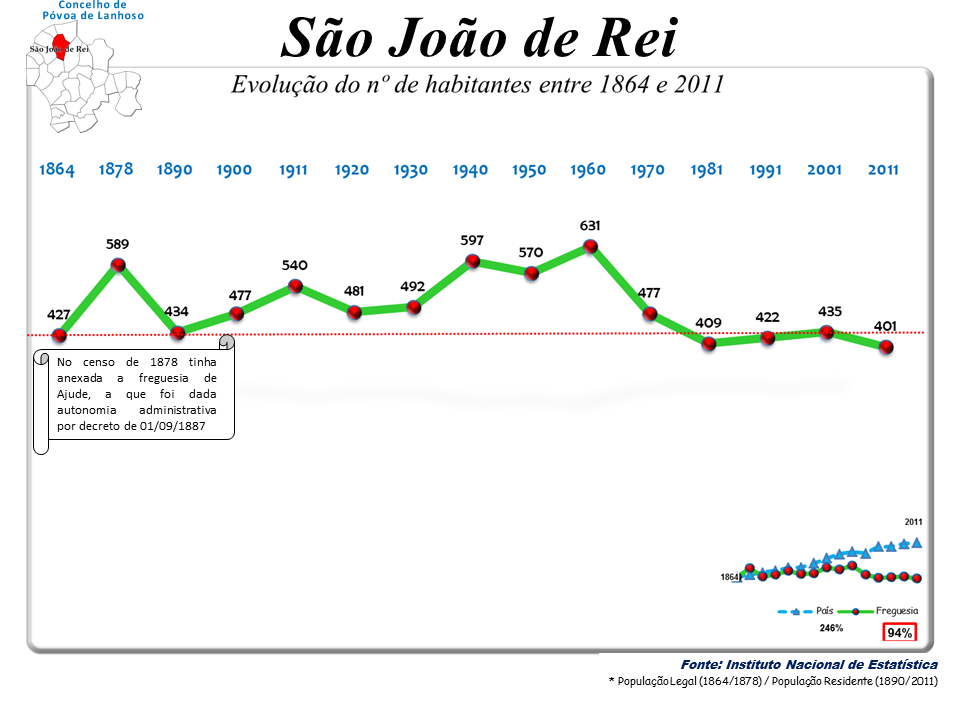
Bevolkingsontwikkeling tussen 1864 en 2011